# Jessica Rothe
Jessica Ann Rothenberg, bättre känd som Jessica Rothe, född 28 maj 1987 i Denver i Colorado, är en amerikansk skådespelerska. Hon är bland annat känd för rollen som Theresa "Tree" Gelbman i komedislashern Happy Death Day och dess uppföljare Happy Death Day 2U. Hon har också medverkat i andra filmer, såsom La La Land och Forever My Girl, samt i Amazon Prime Video-serien Utopia.
Rothe är sedan september 2020 gift med skådespelaren Eric Clem. Parets vigsel ägde rum i Morrison, Colorado.

## Filmografi (i urval)

### Filmer
- 2016 – La La Land
- 2017 – Happy Death Day
- 2017 – Please Stand By
- 2018 – Forever My Girl
- 2019 – Happy Death Day 2U
- 2020 – All My Life
- 2023 – Boy Kills World

### TV-serier
- 2011 – Happy Endings (TV-serie)
- 2012 – Gossip Girl (TV-serie)
- 2013 – Blue Bloods (TV-serie)
- 2013 – High Maintenance (TV-serie)
- 2016 – Chicago P.D. (TV-serie)
- 2020 – Utopia (TV-serie)